# Elizabeth Ann Scarborough
Elizabeth Ann Scarborough (n. 23 martie, 1947, Kansas City, Kansas) este o scriitoare americană de science-fiction. A câștigat premiul Nebula pentru cel mai bun roman în 1989 cu romanul The Healer's War. A colaborat cu Anne McCaffrey, autoarea universului Dragonriders of Pern, la scrierea seriilor Petaybee și Acorna.

## Lucrări

### Argonia
- Vol. 1: Song of Sorcery, 1982
- Vol. 2: The Unicorn Creed, 1983
- Vol. 3: Bronwyn’s Bane, 1983
- Vol. 4: The Christening Quest, 1985

### SeriaDrastic Dragon
- Vol. 1: The Drastic Dragon of Draco, Texas, 1986
- Vol. 2: The Goldcamp Vampire, 1987

### SagaSongkiller
- Vol. 1: Phantom Banjo, 1991
- Vol. 2: Picking the Ballad’s Bones, 1991
- Vol. 3: Strum Again?, 1992

### SeriaNothing Sacred
- Vol. 1: Nothing Sacred, 1991
- Vol. 2: Last Refuge, 1992

### SeriaGodmother
- Vol. 1: The Godmother, 1994
- Vol. 2: The Godmother’s Apprentice, 1995
- Vol. 3: The Godmother’s Web, 1998

### SeriaCleopatra
- Vol. 1: Channeling Cleopatra, 2002
- Vol. 2: Cleopatra 7.2, 2004

### Romane de sine stătătoare
- The Harem of Aman Akbar, 1984
- The Healer's War, câștigător al premiului Nebula ,1988
- Carol for Another Christmas, 1996
- The Lady in the Loch, 1998

### Antologii
- Space Opera, cu Anne McCaffrey, 1996
- Warrior Princesses, cu Martin H. Greenberg, 1998
- Past Lives, Present Tense, 1999
- Vampire Slayers: Stories of Those Who Dare to Take Back the Night, cu Martin H. Greenberg, 1999

### Colecții
- Scarborough Fair and Other Stories, 2003
- "Introduction"
- "The Mummies of the Motorway", 2001
- "Final Vows", 1998
- "Whirlwinds", 1998
- "Worse Than the Curse", 2000
- "Boon Companion", 2002
- "Long Time Coming Home", cu Rick Reaser, 2002
- "Mu Mao and the Court Oracle", 2001
- "Don’t Go Out in Holy Underwear or Victoria’s Secret or Space Panties!!!", 1996
- "The Invisible Woman’s Clever Disguise", 2000
- "A Rare Breed", 1995
- "Scarborough Fair", 1996

### Alte ficțiuni scurte
- "Milk from a Maiden's Breast", 1987
- "Wolf From the Door", 1988
- "The Elephant In-Law", 1988
- "The Camelot connection", 1988
- "Bastet's Blessing", 1989
- "The Castle's Haunted Parking Lot", 1991
- "The Queen's Cat's Tale", 1991
- "The Dragon of Tollin", 1992
- "Candy's Wonder Cure", 1993
- "The Cat-Quest of Mu Mao the Magnificent", 1994
- "Jean-Pierre and the Gator-Maid", 1994
- "The Stone of War and the Nightingale's Egg", 1995
- "First Communion", 1995
- "Born Again", 1996
- "The Snake Charm
- "The Attack of the Avenging Virgins", 1998
- "Debriefing the Warrior/Princess", 1998
- "The Fatal Wager", 1998
- "Final Vows", 1998
- "Worse Than The Curse", 2000
- "The Mummies of the Motorway", 2001
- "Jewels Beyond Price", 2005